# 喀喇沁镇
喀喇沁镇，是中华人民共和国辽宁省朝阳市建平县下辖的一个乡镇级行政单位。

## 行政区划
喀喇沁镇下辖以下地区：
喀东村、喀西村、阚杖子村、曹家烧锅村、唐杖子村、大营子村、朱家窝铺村、刘家房身村、华杖子村、大马厂村、洼子店村、高杖子村和董梁村。